# 에노모토촌
에노모토촌(일본어: 榎本村)은 일본 오사카부 히가시나리군에 있던 촌이다. 현재의 오사카시 아사히구의 일부와 조토구에 해당한다.

## 역사
- 1889년 4월 1일 - 정촌제 시행에 의해 히가시나리군 에노모토촌이 성립하였다.
- 1925년 4월 1일 - 오사카시에 편입해, 히가시나리구가 되었다.
- 1932년 10월 1일 - 분구에 의해 구촌은 아사히구의 일부가 되었다.
- 1943년 4월 1일 - 분구에 의해 구촌은 조토구의 일부가 되었다.
- 1974년 7월 22일 - 분구에 의해 1개의 지역은 조토구의 일부가 되었다.

## 교통

### 철도
- 철도성 (현・서일본 여객철도
  - 가타마치선

## 참고문헌
- 角川日本地名大辞典 27 大阪府